# Rebecca Alty
Pour les articles homonymes, voir Alty.
Rebecca Alty, est une femme politique canadienne des Territoires du Nord-Ouest.
Elle est députée fédérale libérale de la circonscription ténoise de Territoires du Nord-Ouest depuis avril 2025. Le mois suivant, elle est nommée ministre des Relations Couronne-Autochtones dans le gouvernement du premier ministre Mark Carney.
Avant son entrée en politique fédérale, elle est conseillère municipal de la ville de Yellowknife de 2012 à 2018 et mairesse de 2018 à 2025,.